# Evangelia Anastasiadou
Evangelia Anastasiadou (griechisch Ευαγγελία Αναστασιάδου, * 16. März 2002 in Kastoria) ist eine griechische Leichtgewichts-Ruderin, die bei den Olympischen Spielen 2024 in Paris im Zweier ohne Steuerfrau und ohne Gewichtsbeschränkung Sechste wurde.

## Leben und Karriere
Anastasiadou treibt seit ihrem 7. Lebensjahr Sport. Sie begann mit Leichtathletik und entdeckte später das Rudern, motiviert durch ihre ältere Schwester und die Lage ihrer Heimatstadt Kastoria am gleichnamigen See, der ideale Möglichkeiten zum Rudern bietet. Mit 15 Jahren gewann sie erstmals eine Goldmedaille bei griechischen Meisterschaften. Als sie 17 Jahre alt war, nahm sie zum ersten Mal an Jugend-Ruderweltmeisterschaften teil und kam auf Platz 6. Später erreichte sie bei den Ruder-Europameisterschaften unter 23 Jahren in Varese den ersten Platz.
2019 nahm sie an den Jugend-Ruder-Europameisterschaften in Ioanina teil. Im Skull konnte sie über 2000 Meter den dritten Platz belegen.
2021 gewann sie die Silbermedaille im Einzel Skull in den Junior-Europameisterschaften im Rudern unter 23 Jahren und die Goldmedaille im Zweier mit Evangelia Fragou, nachdem sie in 6:55,94 Minuten über 2000 Meter als Erste durchs Ziel ruderten.
Bei den Ruder-Europameisterschaften 2022 trat Anastasiadou beim Wettbewerb Einer (W1x) an und errang mit 8:08,20 Minuten die Silbermedaille. 2023 konnte sie den Erfolg wiederholen und gewann mit einer Zeit von 7:35,14 Minuten im Leichtgewichts-Einer (LW1x) wieder den zweiten Platz.
Bei den Junior-Ruder-Weltmeisterschaften unter 23, die 2023 im bulgarischen Plowdiw stattfanden, konnte Anastasiadou mit Dimitra Eleni Kontou die Goldmedaille gewinnen und einen neuen Meisterschaftsrekord aufstellen. Ihren Erfolg wiederholten die beiden Ruderinnen im folgenden Jahr im August bei der Junior-Ruder-Weltmeisterschaften in Kanada, sie kamen mit einer Zeit von 6:44,63 Minuten auf den ersten Platz.
Anastasiadou qualifizierte sich 2023 durch ihre Leistungen bei den Ruder-Weltmeisterschaften in Belgrad für die Olympischen Sommerspiele 2024 in Paris im Zweier zusammen mit Christina Bourbou. Bei den Ruder-Europameisterschaften konnte Anastasiadou mit Christina Bourbou beim Zweier ohne Steuerfrau mit 8:00,87 Minuten die Silbermedaille gewinnen. Bei den Olympischen Spielen in Paris erreichten Bourbou und Anastasiadou das A-Finale und wurden Sechste.
Sie gehört zu den vom griechischen Lotto- und Sportwettanbieter OPAP gesponserten Athleten den „OPAP Champions“. Nach eigenen Angaben studiert Anastasiadou neben ihrer Sportkarriere Zahnmedizin in Athen, allerdings räumt sie dem Rudern eine größere Wichtigkeit ein (Stand 2024).